# Hoi polloi
Hoi polloi (em grego clássico: οἱ πολλοί, hoi polloi, "os muitos") é uma expressão do grego que significa muitos ou, no sentido mais estrito, a maioria. É atualmente usada de forma derrogatória para descrever as massas. Sinónimos incluem "plebeus" ou riffraff.
A frase tornou-se conhecida por estudiosos ingleses, provavelmente a partir da Oração Fúnebre de Péricles. Como mencionada na obra História da Guerra do Peloponeso de Tucídides, Péricles usa o termo como uma forma de elogiar a democracia ateniense, contrastando com hoi oligoi, "os poucos" (οἱ ὀλίγοι).
Seu uso atual teve origem no início do século 19, época em que era geralmente aceito que uma pessoa devesse estar familiarizada com a língua grega e o latim, a fim de ser considerada bem educada. A frase era originalmente escrita em letras gregas.

## Usos
Aristóteles menciona sobre "os muitos" em uma discussão sobre o bem humano na obra Ética a Nicômaco, para ele a vida autossuficiente deve ser vivida pelos próprios agentes e de maneira ativa, isso explica porque ele evita os prazeres que não estão presentes na melhor vida: os prazeres sensoriais dos hoi polloi, os prazeres recipientes ou do observador da ação virtuosa, o prazer do fraco e dos emotivos.